# Герб Вільшанки (смт)
Ге́рб Вільша́нки — один з офіційних символів смт Вільшанка, районного центру Кіровоградської області. Автор герба: Тепляков Михайло Олексійович.

## Історія
Сучасний герб Вільшанки було затверджено рішенням 8 сесії Вільшанської селищної ради VІ скликання № 84 від  26 серпня 2011 року.
Історія смт Вільшанка відрізняється своєрідністю, що насамперед пов'язане з національним складом  його мешканців. Першими жителями у  с. Вільшанка були селяни, які тікали  із-за Синюхи від польських панів та  козаки-запорожці. А під час російсько-турецької війни 400 болгарських родин за дозволом царського уряду переселились у Вільшанку. Саме тому у  гербі Вільшанської селищної ради застосовані кольори та символи - що  підкреслюють, першу чергу, національні особливості селища. В якому в  дружбі та злагоді живуть та працюють українці, болгари, росіяни:
- болгари зберегли свої національні традиції, культурну спадщину та  мову, сприяли звичаї українського населення, що проживає тут здавна. Калина та роза у золотому полі щита підкреслюють це мовою символів. Яскраво-червона роза  є необхідною емблемою Болгарії, тому її присутність у гербі селищної ради зрозуміла. Сама по собі роза у геральдиці є символом краси та досконалості, наснаги, а також  уособленням-жіночності, духовної любові та кохання. Роза червоного  кольору символізує милість та духовне очищення.
- геральдичний знак селищної ради складається з козацького щита, окресленого сріблястою лінією. На щиті  жовтого  кольору  зображеного  сторожовий форт червоного кольору  у вигляді  бійниць і  башти з правпором. У верхній частині щита на жовтому фоні розміщена троянда - символ того, що смт Вільшанка населяють вихідці з Болгарії згідно Історичної довідки та пучок червоної калини - як символ України. Щит перетинає - синя хвиляста смуга річки Синюха. Щит обрамований стилізованим листям. Вся композиція геральдичного знаку завершується короною. 
- червоний колір символізує мужність, хоробрість, жителів селища,  які в різні - критичні періоди історії зі зброєю в руках відстоювали своє право вільно жити на рідній землі.
- срібло символізує бездоганність намірів і дій.  Синя хвиляста лінія символізує річку Синюха. Роза - символ болгарської нації.

## Опис
| У золотому полі у верхніх кутах — справа червоний кетяг калини, зліва червона троянда, які мають по два зелені листочки; внизу зелене земляне укріплення, завершене червоним палісадом з трьома вежами, на якому золотий пшеничний колос у стовп; синя окраїна завершена срібною хвилястою нитяною балкою. |
Щит обрамований декоративним картушем і увінчаний срібною міською короною з трьома вежками.

## Пояснення символіки
Червоні калина та троянда символізують український та болгарський народи, представники яких в середині XVIII століття заснували селище.
Земляне укріплення з палісадом та вежами символізує Вільшанський шанець, з якого виникло селище.
Золотий хлібний колос вказує на основну господарчу галузь, в якій зайнята більшість мешканців Вільшанки.
Срібна хвиляста нитяна балка символізує річку Синюху, на берегах якої розташоване селище.